# Terra Formars
Terra Formars (jap. テラフォーマーズ, Tera Fōmāzu) ist eine Manga-Serie von Yū Sasuga und Ken’ichi Tachibana. Sie erscheint seit 2011 in Japan und wurde in Form von zwei Animes und einem Realfilm adaptiert. Das Werk handelt vom Kampf der Menschen gegen mutierte Kakerlaken auf dem Mars und lässt sich in die Genres Science-Fiction und Horror einordnen.

## Inhalt
Nachdem die Menschheit im 21. Jahrhundert begonnen hat, den Mars mittels Algen und Kakerlaken lebensfreundlich zu machen (Terraforming), reist 500 Jahre später eine erste Expedition zum Mars. Doch die Besatzung wird von riesigen, menschenähnlichen Kakerlaken angegriffen und getötet. Einige Jahre später wird wieder eine Expedition entsandt. Für diese werden alle geeigneten Kandidaten operiert, um ihnen ein zusätzliches Organ einzupflanzen. Dieses verleiht ihnen zusammen mit der Injektion einer Droge große Kampfkraft, um gegen die mittlerweile „Terraformars“ genannten Kakerlaken zu bestehen. Die Risiken der Operation sind aber hoch und zwei Drittel der Operierten sterben. Doch auch die zweite Expedition scheitert, nur zwei kehren zur Erde zurück. Einer der beiden, Shokichi Komachi (小町 小吉), will ein weiteres Mal zum Mars und sich für seine Kameraden rächen.
Erneut werden junge Menschen operiert und für den Kampf gegen die Terraformars ausgerüstet. Unter ihnen Akari Hizamaru (膝丸 燈), Sohn des Erfinders der Operationen.

## Veröffentlichung
Der Manga wird von Yū Sasuga geschrieben und von Ken’ichi Tachibana illustriert. Das erste Kapitel des Mangas erschien am 13. Januar 2011 in der Erstnummer des Magazins Miracle Jump, ab dem 26. April 2012 (Ausgabe 22–23/2012) wurde die Serie im Weekly Young Jump fortgesetzt. Die Kapitel erschienen auch in bisher 23 Sammelbänden (Stand: Juli 2024). Bis Februar 2015 wurden insgesamt 10 Millionen Exemplare vertrieben.
Eine englische Übersetzung wird von Viz Media herausgebracht, eine spanische von Editorial Ivréa und Ever Glory Publishing lizenzierte den Manga für Taiwan. Auf Deutsch erscheint der Manga seit November 2014 bei Tokyopop, bisher wurden 21 Bände veröffentlicht.

## Anime
Für 2014 produzierte das Studio Liden Films unter der Regie von Hiroshi Hamasaki eine zweiteilige Original Video Animation auf Grundlage des Mangas. Shogo Yasukawa war für das Skript verantwortlich und Masanori Shino und Satoshi Kimura entwarfen das Charakterdesign. Am 19. August 2014 erschien der Anime in Japan. 
Der OVA folgte im Herbst eine Anime-Fernsehserie. Die entstand im gleichen Studio, ebenso mit Regisseur Hamasaki und dem gleichen Charakterdesign. Die 13 Folgen umfassende 1. Staffel wurde ab dem 27. September 2014 nach Mitternacht (und damit am vorigen Fernsehtag) bei Tokyo MX, sowie mit einigen Tagen Versatz auch auf ABC, CBC, TV Asahi und BS11 gezeigt. Die zweite Staffel, Terra Formars Revenge, mit weiteren 13 Folgen lief vom 2. April bis 24. Juni 2016. Diese entstand in Zusammenarbeit mit TYO Animations unter der Regie von Michio Fukuda.
Peppermint Anime und Crunchyroll streamten den Anime als Simulcast im deutschsprachigen Raum, sowie Crunchyroll im englisch- und Anime Digital Network im französischsprachigen Raum, jeweils teils mit stark unkenntlich gemachten Gewaltdarstellungen. Crunchyroll bietet von der ersten Staffel auch eine unzensierte Version an.
Am 24. Juli 2016 gab der deutsche Publisher Kazé Deutschland bekannt, dass man sich die Rechte an dem Anime gesichert habe.

### Synchronisation
| Rolle                  | Japanischer Sprecher (Seiyū) |
| ---------------------- | ---------------------------- |
| Nanao Akita            | Ayako Kawasumi               |
| Shōkichi Komachi       | Hidenobu Kiuchi              |
| Ichirō Hiruma          | Tomokazu Sugita              |
| Marcos Eringrad Garcia | Kaito Ishikawa               |
| Michelle K. Davis      | Shizuka Itō                  |
| Akari Hizamaru         | Yoshimasa Hosoya             |

## Kritik
Englischsprachige Rezensionen kritisieren die offenen rassistischen, sexistischen und nationalistischen Anleihen in Story und Zeichnung. Insbesondere die Darstellung des Feindbilds der Kakerlaken als übergroße Schwarze, aber auch die Heroisierung von deutschen Charakteren mit Namen wie Adolf und Eva wird kritisch gesehen.

## Realfilm
Das unter der Regie von Takashi Miike entstandene Werk lief am 29. April 2016 in den japanischen Kinos an. Komachi wird von Hideaki Itō, Akita von Emi Takei, Hiruma von Takayuki Yamada, Muto Jin von Tomohisa Yamashita und Dr. Ko Honda von Shun Oguri gespielt.
In Deutschland liegen die Rechte bei Splendid Film.